# Каршокешть-Коребіца
Каршокешть-Коребіца, Каршокешті-Коребіца (рум. Carșochești-Corăbița) — село у повіті Вранча в Румунії. Входить до складу комуни Спулбер.
Село розташоване на відстані 152 км на північ від Бухареста, 33 км на захід від Фокшан, 104 км на захід від Галаца, 89 км на схід від Брашова.

## Населення
За даними перепису населення 2002 року у селі проживали 337 осіб, усі — румуни. Усі жителі села рідною мовою назвали румунську.